# Neneh Jallow
Neneh Jallow (geb. am 15. Juni 2000) ist eine gambische Fußballspielerin.

## Karriere
Um 2017/2018 war sie in der zweiten gambischen Liga Spielführerin des City Girls FC.
Im August 2017 stand sie für ein Freundschaftsspiel gegen Kap Verde im Kader des gambischen Nationalteams der Frauen, das aber kurzfristig abgesagt wurde.
Bei der Qualifikation für den Afrika-Cup der Frauen 2018 trat sie mit dem gambischen Team an. Das Team schied in der zweiten Runde gegen Nigeria aus, das später den Titel gewann.